# Japanische Blütenkirsche
Die Japanische Blütenkirsche (Prunus serrulata), auch Orientalische Kirsche, Ostasiatische Kirsche oder Grannenkirsche, Nelkenkirsche genannt, ist eine Pflanzenart aus der Gattung Prunus in der Familie der Rosengewächse (Rosaceae). Das botanische Artepitheton serrulata kommt aus dem Lateinischen und bedeutet „fein gesägt“, also mit kleinen Sägezähnen an den Blatträndern. Die Sorten dieser Zierkirsche werden als Zierpflanzen in Alleen, Parks und Gärten verwendet.

## Beschreibung

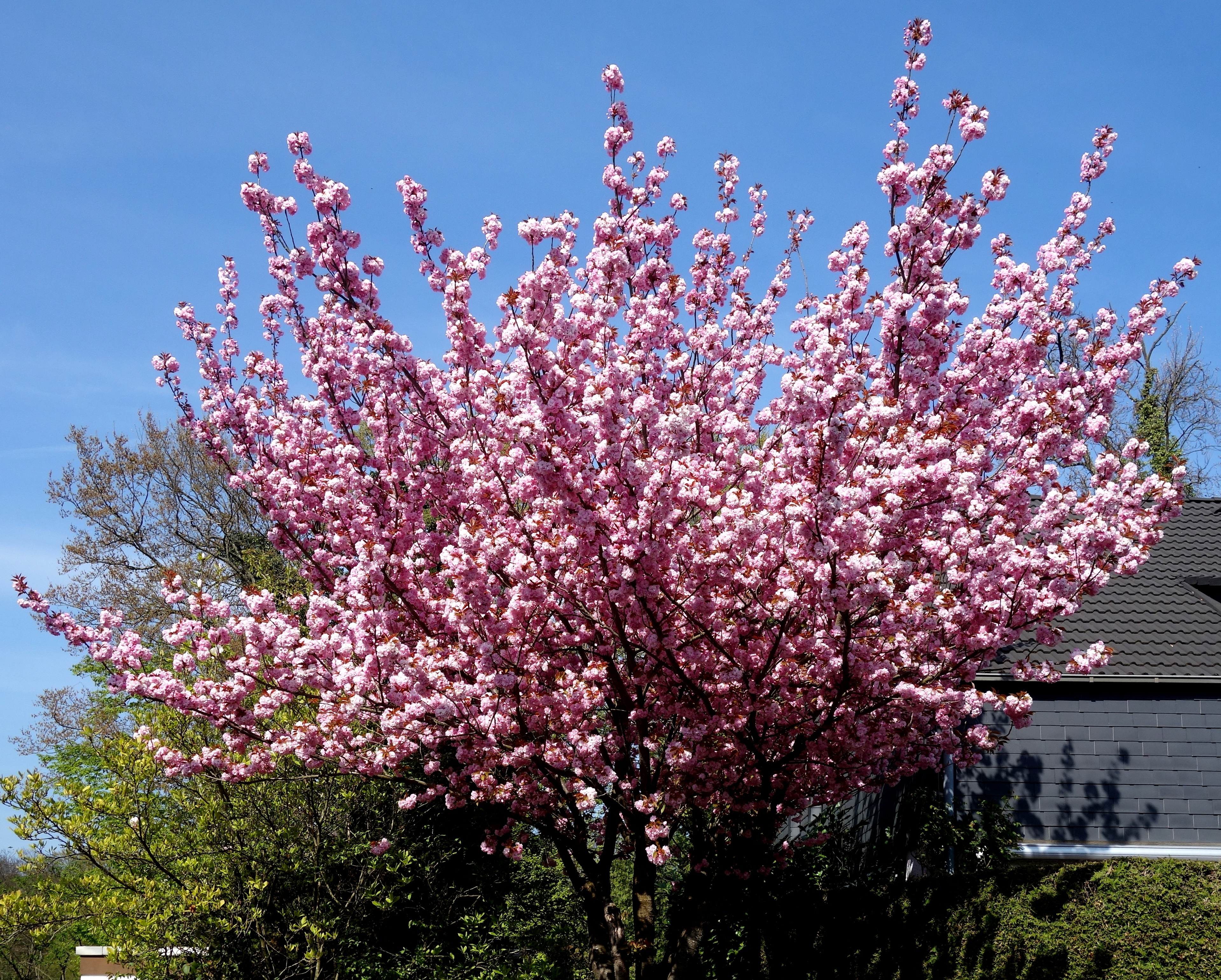
Baumkrone auf dem Höhepunkt der Blüte

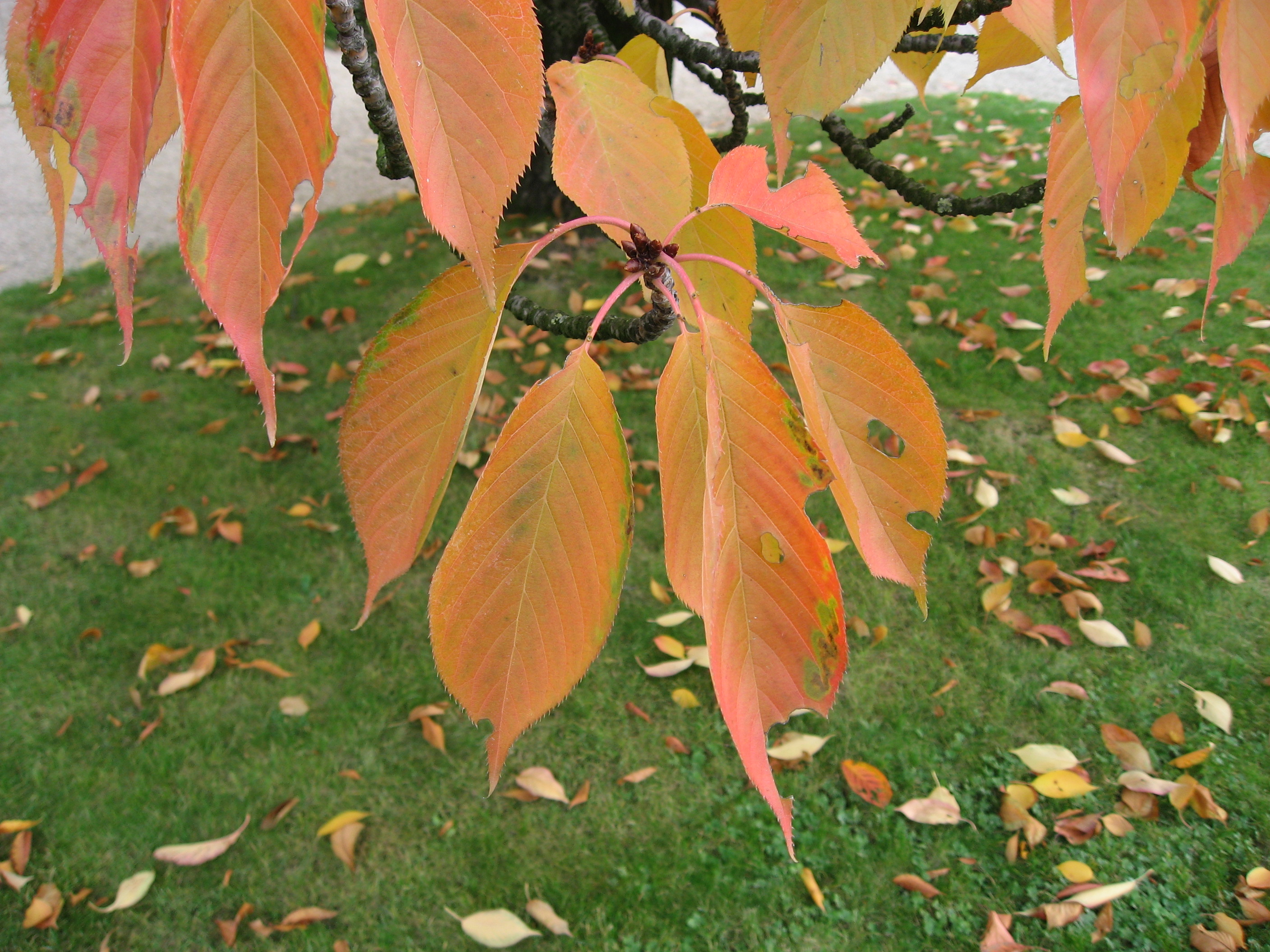
Laubblätter im Herbst

### Vegetative Merkmale
Die Japanische Blütenkirsche wächst als sommergrüner Baum und erreicht Wuchshöhen von 3 bis 8 Meter. Die Borke ist gräulich-braun bis gräulich-schwarz. Die Rinde junger Zweige ist kahl und gräulich-weiß oder braun gefärbt. Die Winterknospen sind eiförmig und unbehaart. Die Japanische Blütenkirsche ist weitgehend immun gegen Befall durch die europäische Weißbeerige Mistel und damit also nahezu mistelfest.
Die wechselständig an den Zweigen angeordneten Laubblätter sind in Blattstiel und -spreite gegliedert. Der 1–1,5 cm lange, unbehaarte, Blattstiel besitzt, wie auch bei anderen Kirschen, an seinem oberen Ende ein bis drei gerundete Nektardrüsen. Die einfache Blattspreite ist mit 5–9 cm Länge und 2,5–5 cm Breite eiförmig bis verkehrt-eiförmig oder elliptisch und am oberen Ende zugespitzt bis geschwänzt. Die Basis der Blattspreite ist gerundet. Der Blattrand ist spitz gesägt oder doppelt gesägt mit je einer winzigen Drüse auf den Spitzen. Die Blattoberseite ist kahl oder spärlich behaart und dunkelgrün und die heller grüne Blattunterseite ist kahl, spärlich behaart oder flaumig behaart. Es sind sechs bis acht Seitennerven auf jeder Seite der Hauptnerven vorhanden. Die Herbstfärbung des Laubes ist intensiv rot und gelb. Die zwei linealen Nebenblätter sind 5–8 mm lang mit drüsig gefransten Rändern.

### Generative Merkmale
Auf einem 5–10 mm langen, kahlen Blütenstandsschaft wird ein kleiner, schirmtraubiger-traubiger oder fast doldiger Blütenstand gebildet, der nur zwei bis drei Blüten enthält. Dieser weist am Grund 8 × 4 mm kleine, verkehrteiförmig-längliche Knospenschuppen auf, die bräunlich-rot sind. Die braunen bis grünlich-braun gefärbten Hochblätter sind 5–8 mm × 2,5–4 mm groß mit drüsig gesägten Rändern. Die Blüten erscheinen etwa von April bis Mai. Der kahle, spärlich behaarte oder flaumig behaarte Blütenstiel ist 1,5–2,5 cm lang.
Die zwittrige, radiärsymmetrische, fünfzählige Blüte besitzt ein doppeltes Perianth. Der Blütenbecher (Hypanthium) ist röhrig und etwa 5–6 mm × 2–3 mm groß. Die fünf ganzrandigen, dreieckig-lanzettlichen Kelchblätter sind etwa 5 mm lang. Die fünf freien, bei Wildformen weißen oder selten rosafarbenen, bei Kulturformen unterschiedlich rosafarbenen Kronblätter sind ganzrandig und verkehrt-eiförmig. Es sind etwa 38 Staubblätter vorhanden. Der Griffel ist kahl.
Die essbaren Steinfrüchte sind kugelig bis eiförmig und weisen einen Durchmesser von 8–10 mm auf. Die Früchte reifen etwa von Mai bis Juli und färben sich dann purpurfarben-schwarz.

### Chromosomenzahl
Die Chromosomenzahl beträgt 2n = 16.

## Brauchtum

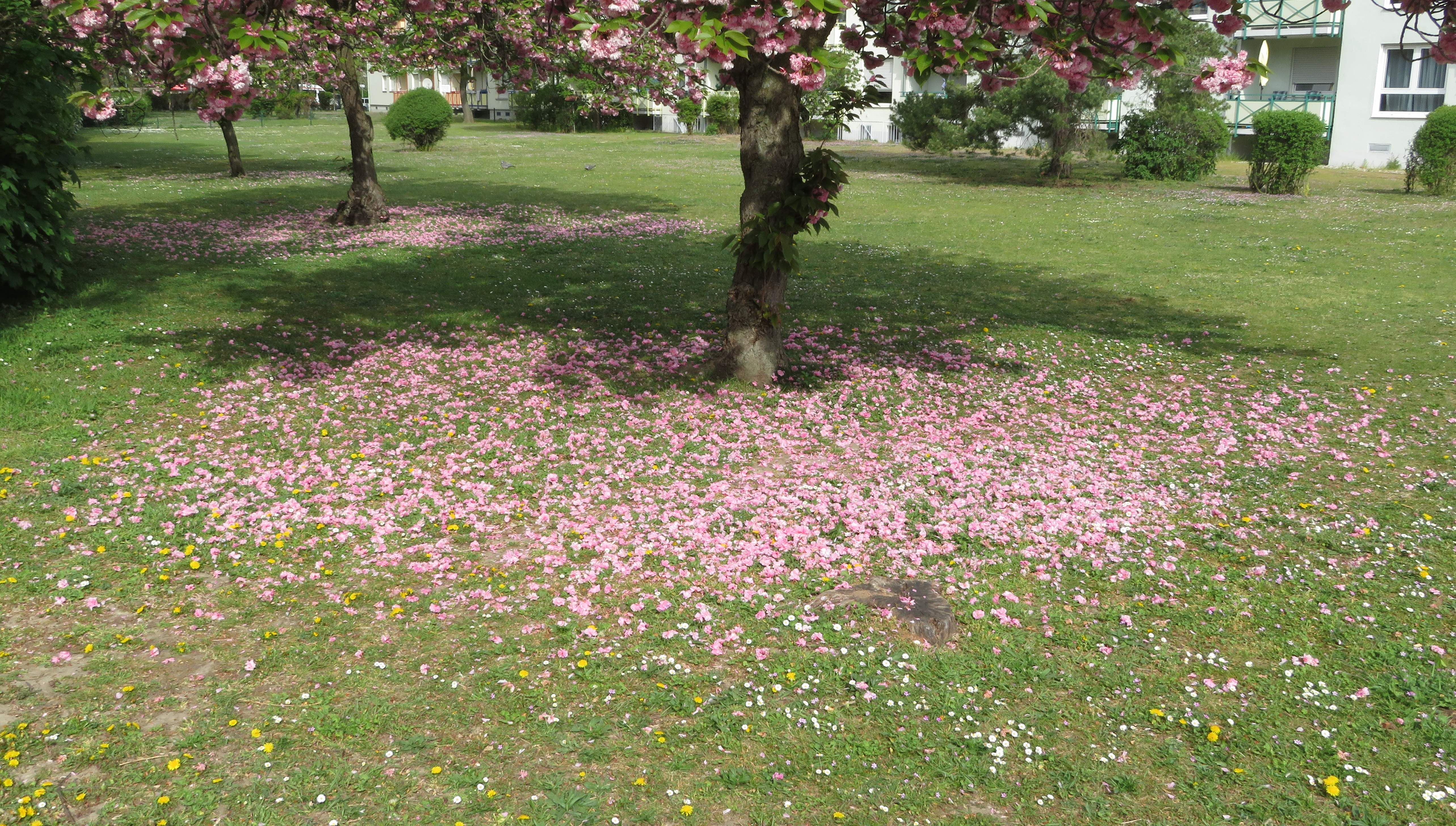
Blütenteppich unter dem Baum

In den ersten wärmeren Apriltagen beginnt die Japanische Blütenkirsche üppig zu blühen und entfaltet ihre Pracht nur für wenige Tage. Schon Anfang Mai ist die Blütezeit zu Ende, und die Blüten fallen zu Boden.
Die Japanische Blütenkirsche steht bei dem japanischen Brauch Hanami (wörtlich: „Blütensehen“) einige Tage ganz im Mittelpunkt allgemeiner Aufmerksamkeit. Die Medien berichten detailliert vom Weg der Kirschblüte in Richtung Nord-Japan. So kurz die japanische Blütenkirsche blüht, so zahlreich sind ihre Blüten, die zur Blütezeit den Boden rund um die Kirschbäume bedecken und die Äste zum Biegen bringen.
Die Blütenkirsche ist auch eng mit der Kultur Japans verwoben. So wurde das Vergehen der Blüten auf ihrem Höhepunkt schon mit jungen Kriegern oder Samurai verglichen.
Die Kirschblüte (jap. sakura) ist für Japaner schon seit etlichen Jahrhunderten der Inbegriff aller Blüten. Die Zartheit und der schlichte Duft der Blüten symbolisieren Reinheit und Einfachheit – traditionelle Werte der japanischen Kultur.

## Verbreitung
Die Japanische Blütenkirsche ist in Korea, Japan und den chinesischen Provinzen Anhui, Guizhou, Hebei, Heilongjiang, Henan, Hunan, Jiangsu, Jiangxi, Liaoning, Shaanxi, Shandong, Shanxi, Zhejiang heimisch. Möglicherweise war sie ursprünglich in Japan nicht heimisch, sondern wurde dorthin aus China eingeführt. Ihre Sorten werden in allen gemäßigten Gebieten, beispielsweise in Europa und Nordamerika, kultiviert.

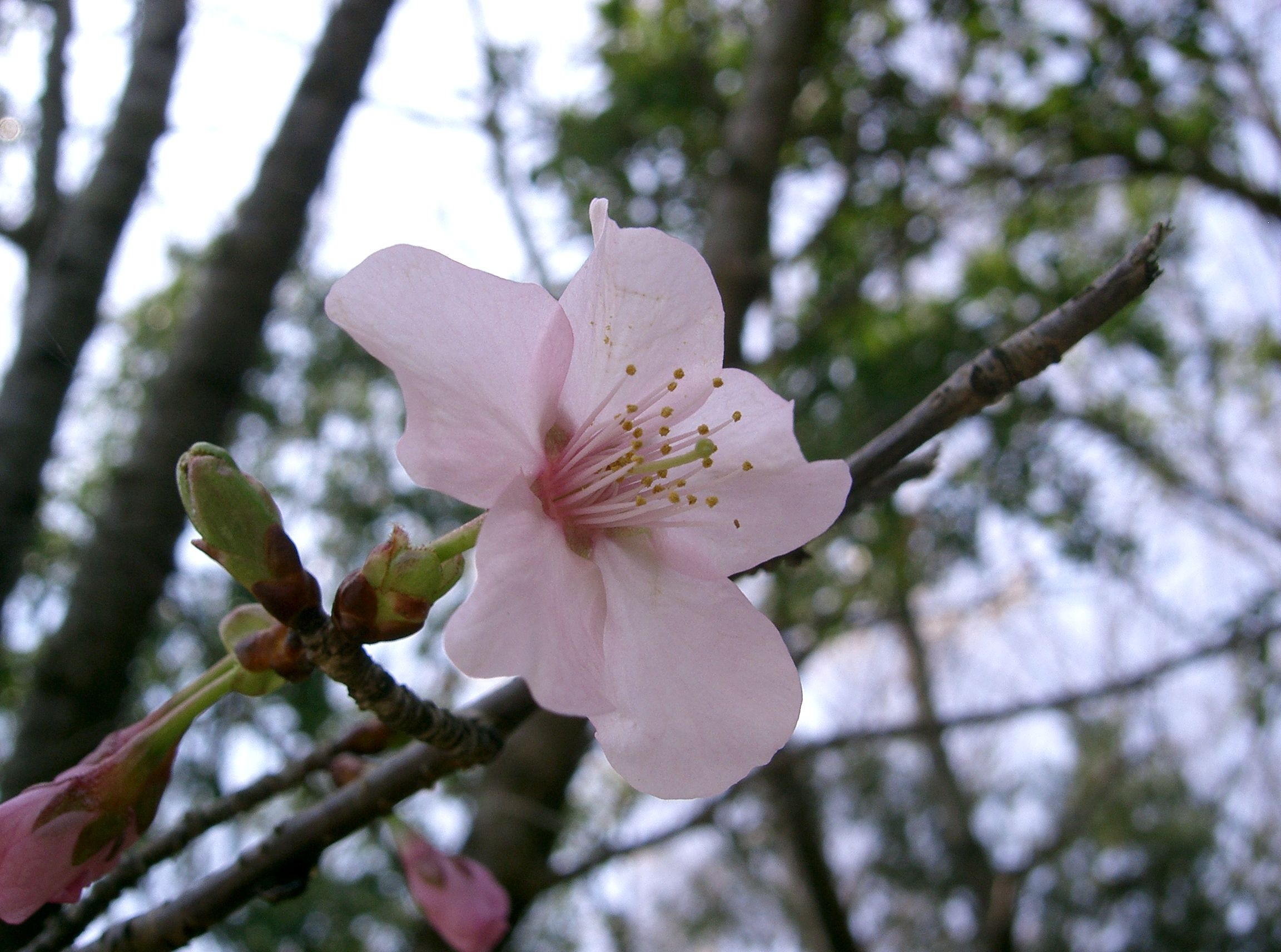
Prunus serrulata var. spontanea

## Systematik
Es werden folgende Varietäten unterschieden:
- Prunus serrulata var. albida (Makino) Makino
- Prunus serrulata var. antiqua (Miyoshi) Makino
- Prunus serrulata var. compta (Koidz.) Nakai
- Prunus serrulata var. densiflora (Koehne) Uyeki
- Prunus serrulata var. glabra (Makino) Nakai
- Prunus serrulata var. hortensis Makino
- Prunus serrulata var. hupehensis (Ingram) Ingram
- Prunus serrulata var. intermedia Nakai
- Prunus serrulata var. lannesiana (Carrière) Makino: Sie ist in Japan beheimatet, wird aber weit verbreitet kultiviert.
- Prunus serrulata var. leveilleana (Koehne) Nakai ex T. Mori
- Prunus serrulata var. pendula Bean
- Prunus serrulata var. plenapendula Miyoshi
- Prunus serrulata var. praecox (Makino) Makino
- Prunus serrulata var. pubescens (Makino) E. H. Wilson
- Prunus serrulata var. quelpaertensis (Nakai) Uyeki
- Prunus serrulata var. sachalinensis (F. Schmidt) E. H. Wilson (Syn.: Prunus sargentii Rehder)
- Prunus serrulata var. semiplena Nakai ex T. Mori
- Prunus serrulata Lindl. var. serrulata
- Prunus serrulata var. sieboldii (Verl.) Makino
- Prunus serrulata var. sontagiae (Koehne) Nakai
- Prunus serrulata var. spontanea (Maxim.) Makino (Syn.: Prunus jamasakura Siebold ex Koidz.)
- Prunus serrulata var. tokugawana Makino
- Prunus serrulata var. ungeri Sprenger
- Prunus serrulata var. verecunda (Koidz.) Nakai (Syn.: Prunus verecunda (Koidz.) Koehne)

Daneben gibt es viele Zuchtformen, die in Größe, Form und Farbe der Blätter und Blüten variieren:
- ‘Amanogawa’ (auch: Säulenkirsche): Diese Form bildet eine straff säulenförmige Krone aus und wird etwa sechs Meter hoch. Der Blattaustrieb ist gelbbraun. Die Blüten sind hellrosa und einfach bis halbgefüllt. Diese werden häufig in Gärten gepflanzt.
- ‘Hokusai’: Diese 1866 nach Europa eingeführte Form hat eine breit ausladende Wuchsform; sie wird bis zu sechs Meter hoch und zehn Meter breit. Der Blattaustrieb ist braun bis bronzefarben. Die Blätter sind dunkelgrün und etwas ledrig; die Herbstfärbung ist orangerot bis lachsfarben. Die 4–5 cm breiten Blüten sind hellrosa und halbgefüllt. Die Blüte besitzt sieben bis zwölf Kronblätter und ist flach gebaut.
- ‘Ichiyo’: Diese Form wächst bis zu sieben Meter hoch, bisweilen noch höher. Der Blattaustrieb ist bronzegrün. Die Blüten sind hellrosa mit zweilagig angeordneten Kronblättern; der Saum der Kronblätter ist gefranst. Die Blüten sitzen in hängenden Trauben zu drei bis vier Blüten.
- ‘Kanzan’: Diese Form ist häufig unter dem (falschen) Namen ‘Hisakura’ im Gartenhandel anzutreffen. Dies ist die in Europa beliebteste Sorte; in Japan ist sie dagegen weniger bekannt. Sie wird bis zu zwölf Meter hoch; die Baumkrone ist nahezu verkehrt-kegelförmig. Der Blattaustrieb ist kupferbraun. Die Blätter sind auf der Unterseite leicht blaugrün getönt, auf der Oberseite etwas rötlich. Die Blüten stehen in Bündeln zu zwei bis fünf zusammen. Die gefüllten Blüten sind dunkelrosa und groß; auffällig sind die meist ein bis zwei blattartigen grünen Fruchtblätter.
- ‘Kiku-Shidare-Sakura’: Diese Form ist eher unter dem Namen ‘Shidare-Sakura’ in Kultur. Sie stammt möglicherweise aus China, während die meisten anderen älteren Formen aus Japan stammen. Sie hat stark hängende Äste und wird deshalb meist hochstämmig veredelt. Die Blüten sind dunkelrosa und stark gefüllt. Die Kronblätter sind sehr schmal.
- ‘Shimidsu-Sakura’: Diese Form wird auch ‘Longipes’ oder ‘Oku-Miyaku’ genannt. Sie wurde nach 1900 in Europa bekannt. Wegen ihres niedrig bleibenden Wuchses (bis zu etwa drei Meter) und der fast halbkugeligen Krone sowie der großen Blüten ist es eine beliebte Sorte. Die Herbstfärbung der Blätter ist goldgelb. Die Blütenknospen sind rosaweiß, die aufgeblühten Blüten jedoch reinweiß. Die Blüten sind 5–6 cm breit mit am Rand gefransten Kronblättern und stehen in hängenden Trauben zu drei bis sechs Blüten. Die Blütezeit ist im Vergleich zu den anderen Sorten sehr spät (Mai bis Juni).
- ‘Shirofugen’: Diese auch ‘Albo-Rosea’ genannte Form ist seit etwa 1900 in Europa bekannt. Sie ist in größeren Parks häufiger anzutreffen. Es ist ein starkwüchsiger, bis zu neun Meter hoher Baum. Der Blattaustrieb ist kupferbraun. Die Blätter sind mit bis zu 16 × 8 cm sehr groß. Hinsichtlich der Blütezeit ist es eine sehr späte Sorte. Die Blütenknospen sind rosa; die Blüten sind zunächst hellrosa, werden jedoch schnell weiß; im Abblühen verfärben sie sich wiederum rosa. Die Blüten sind gefüllt.
- ‘Shirotae’: Diese Sorte wird auch ‘Mount Fuji’ genannt und ist seit 1905 bekannt. Sie wächst als kleiner Baum mit breit waagrecht ausgebreiteten Ästen. Der Blattaustrieb ist bronzegrün. Die Blätter sind tief gesägt und etwa 12 cm lang. Die Blüten sind etwa 5–6 cm breit und reinweiß.
- ‘Tai Haku’: Diese für den Westen erst um 1900 (wieder-)entdeckte Sorte war in Japan schon länger vorher als die „Große Weiße Kirsche“ bekannt. Sie wächst als Baum etwa bis zu acht Meter hoch und ist wuchskräftig. Der Blattaustrieb ist auffällig kupferrot. Die Blätter sind an kräftigen Exemplaren bis zu 16 × 10 cm groß. Die Blüten sind leuchtendweiß und bis 6 cm breit. Sie stehen nahe der Zweigspitze in Büscheln.
- ‘Ukon’: Diese starkwüchsige Sorte hat einen rot- bis gelbbraunen Blattaustrieb. Die halbgefüllten Blüten sind gelblichweiß bis grünlichgelb getönt; die Blütenfarbe verblasst im Verlauf der Blütezeit etwas.

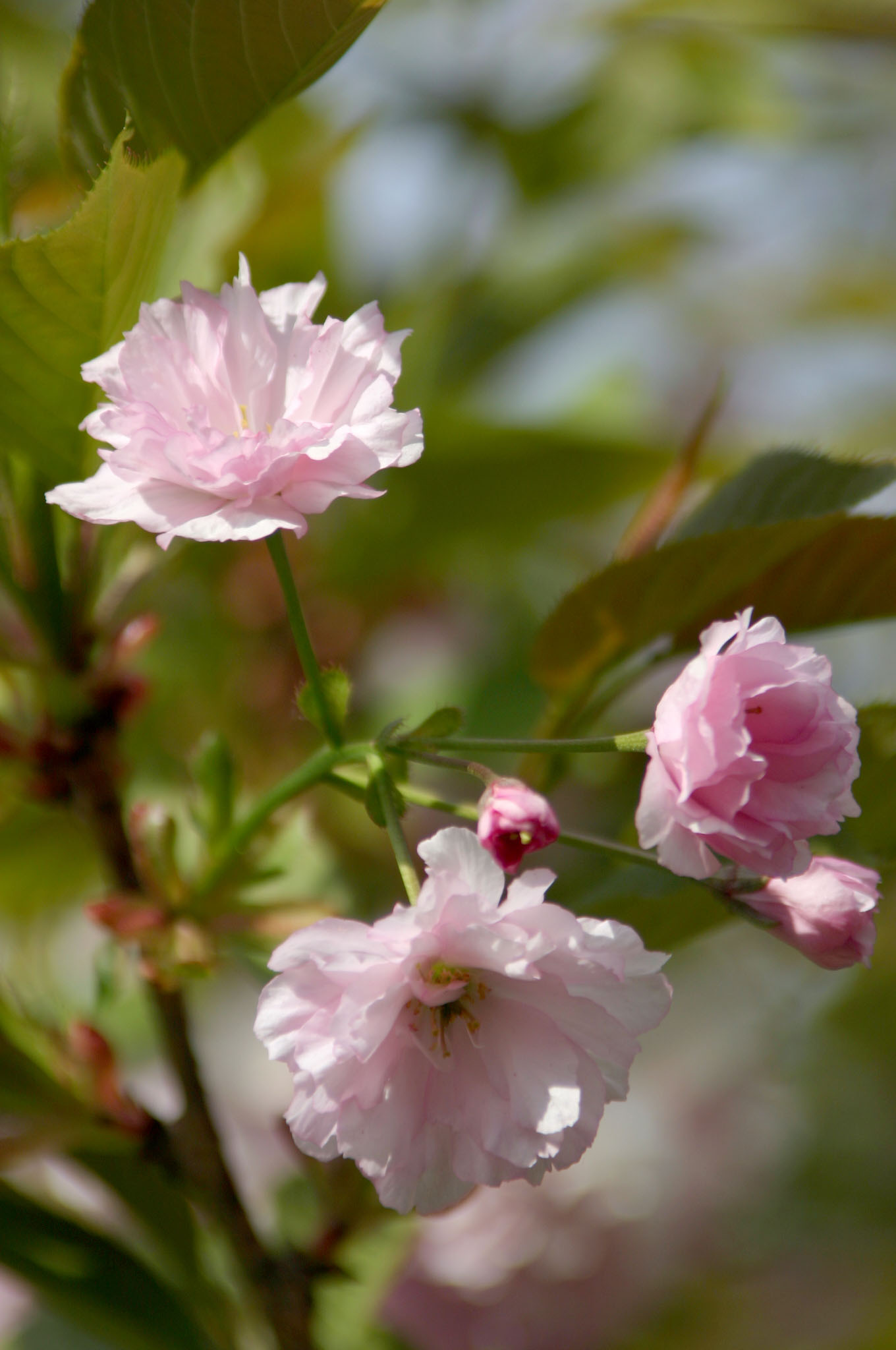
Die Sorte ‘Kanzan’ im Forstbotanischen Garten Eberswalde
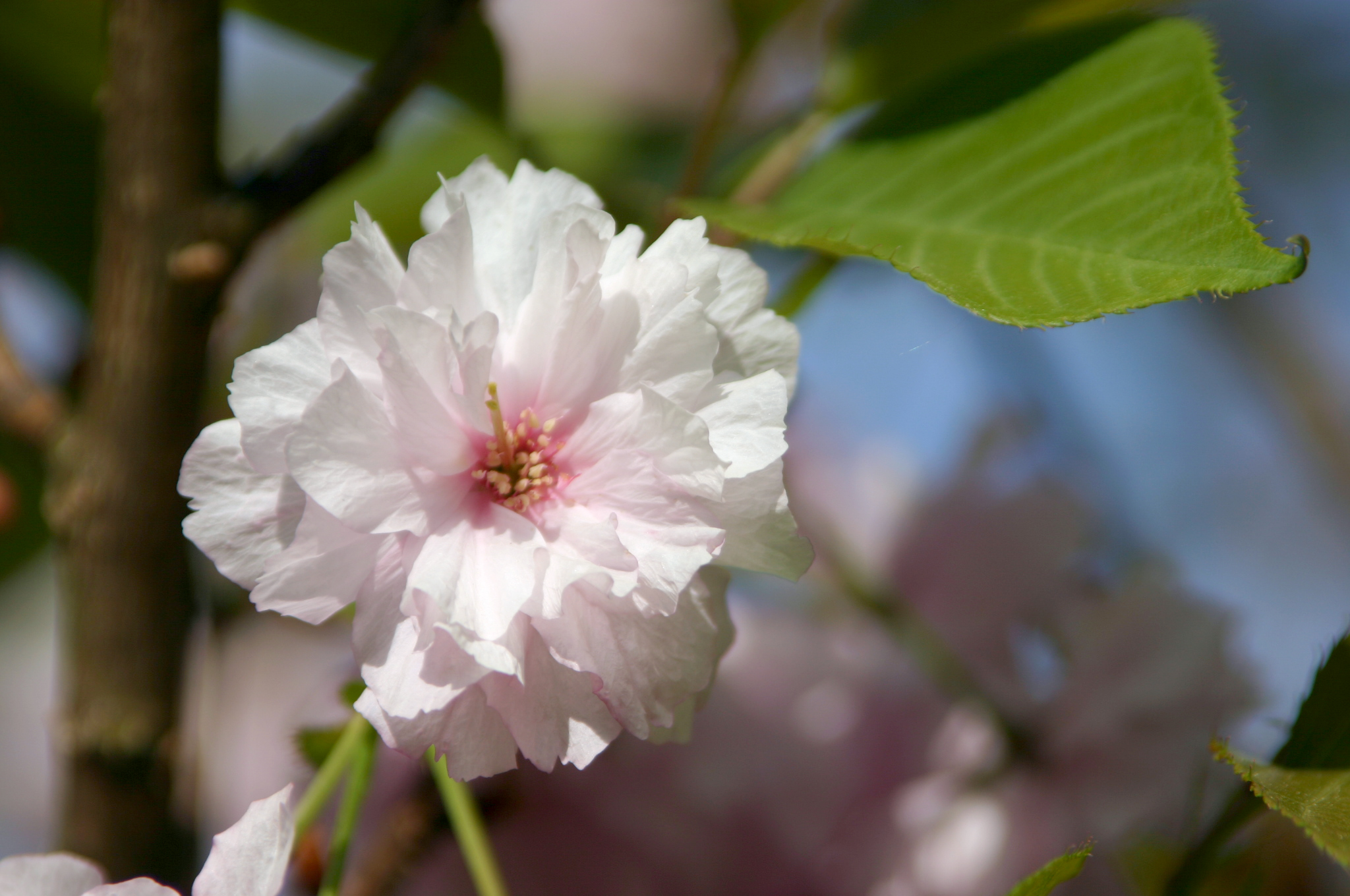
Dito, einzelne Blüte
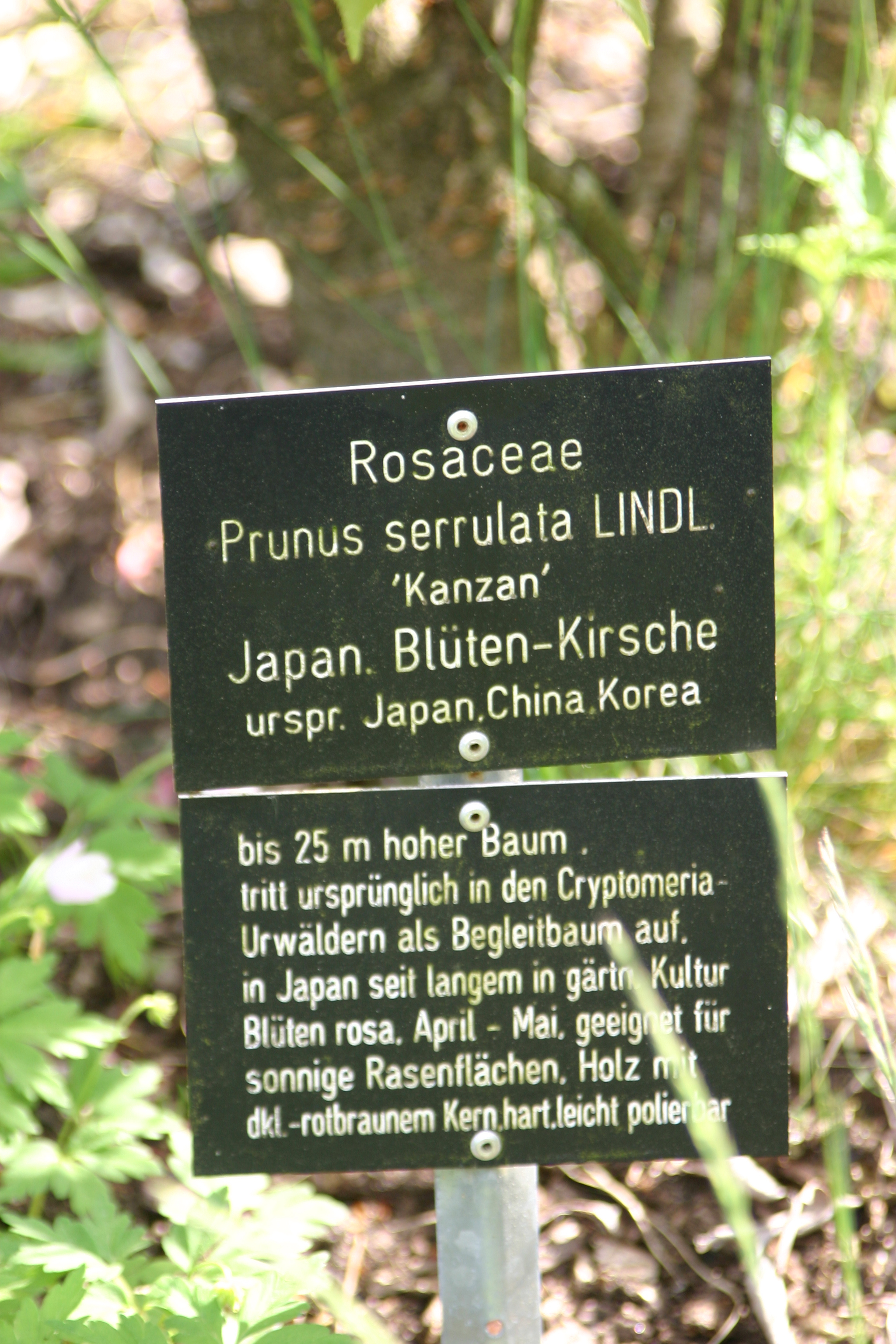
Dito, Schild
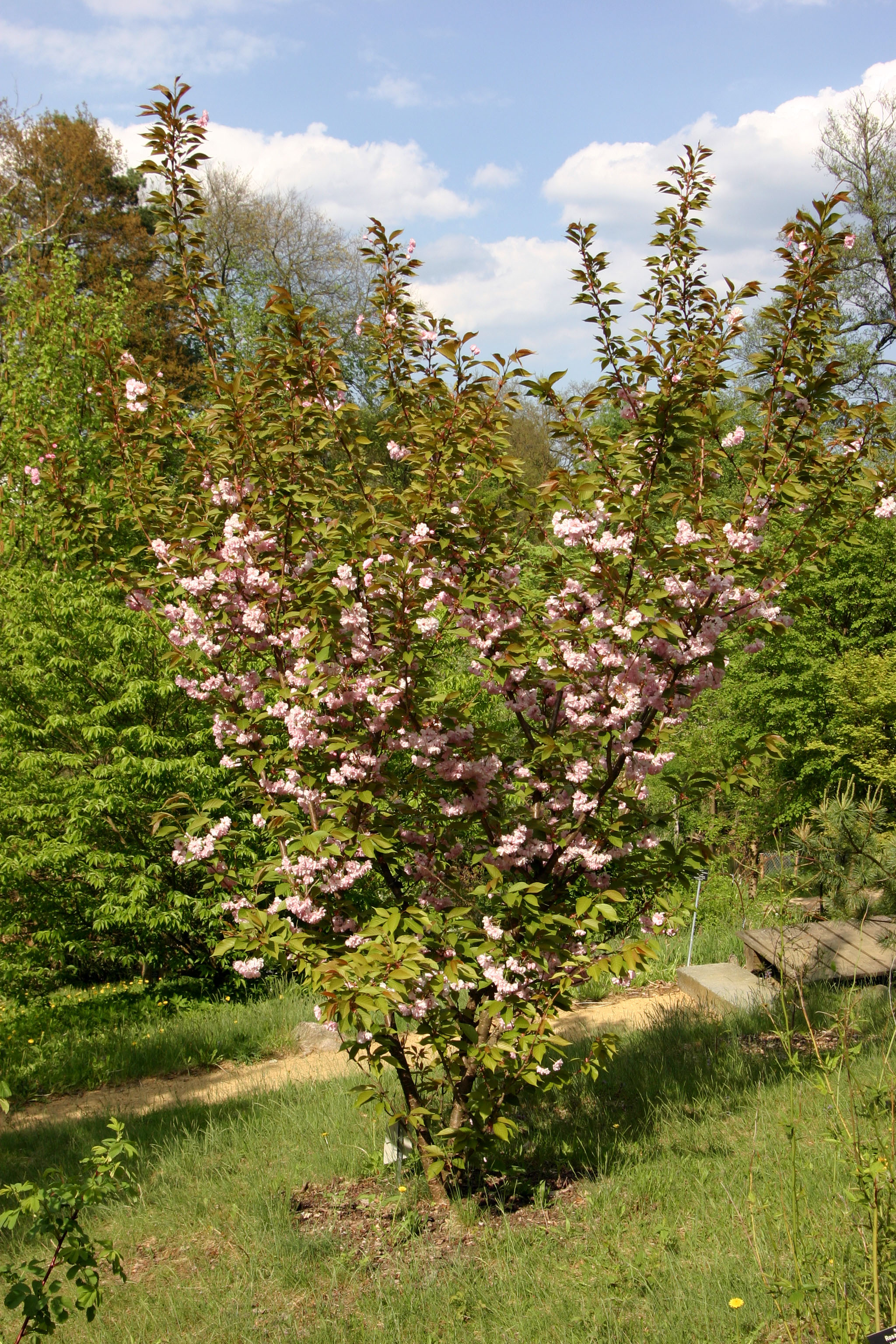
Dito, ganzer Baum
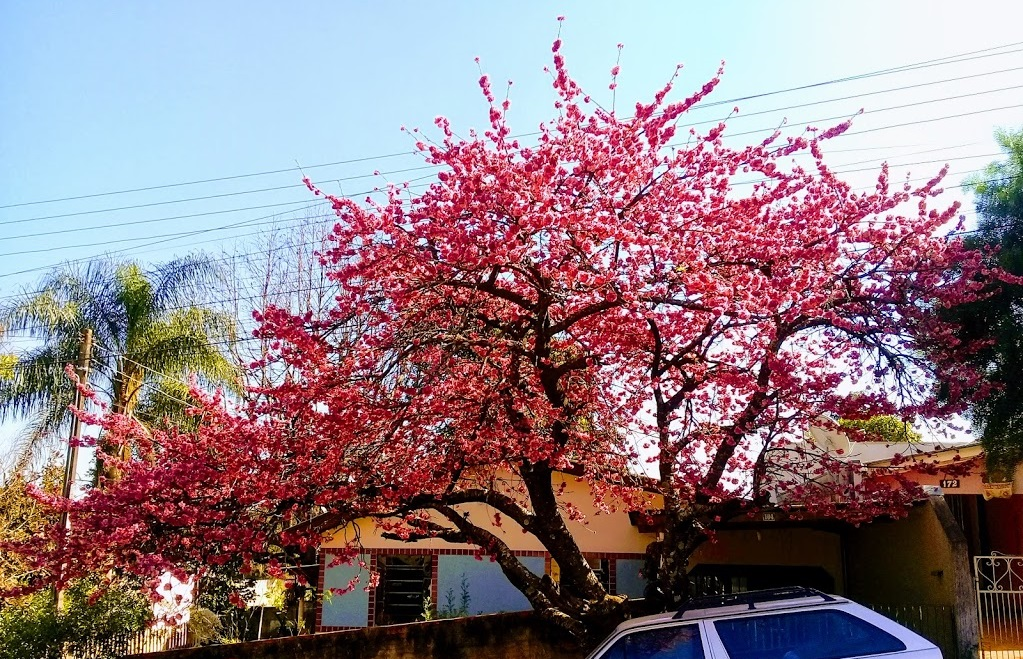
Prunus Serrulata im Ponta Grossa, Südbrasilien